# Tim Murck
 (février 2019).
Si vous disposez d'ouvrages ou d'articles de référence ou si vous connaissez des sites web de qualité traitant du thème abordé ici, merci de compléter l'article en donnant les références utiles à sa vérifiabilité et en les liant à la section « Notes et références ».
Tim Murck, né le 2 juin 1982 à Rotterdam,, est un acteur néerlandais.

## Filmographie

### Cinéma et téléfilms
- 2003 : Novemberregen : Don
- 2005 : Baantjer : Ronald van der Ploeg
- 2006 : Body Image : Tim
- 2007 : Ik ook : Tim
- 2007-2010 : Spangas : Barry Hartveld
- 2009 : SpangaS op Survival (nl) : Barry Hartveld
- 2010 : Ode Aan Jou : Tim
- 2010 : Den Uyl en de affaire Lockheed (nl) : Rogier den Uyl
- 2010 : De co-assistent (nl) : Steef Wildevuur
- 2010-2013 : Feuten (nl) : Olivier de Ruyter
- 2011 : Hart tegen Hard (nl) : Ruudje Denslager
- 2012 : Koen Kampioen (nl) : Sebas
- 2013 : Bellicher : Richard Allaart
- 2013 : Smoorverliefd (film) (nl) : L'amoureux de Judith
- 2013 : Feuten: Het Feestje (nl) : Olivier de Ruyter
- 2013 : Sinterklaasjournaal (nl) : Minnaar Judith
- 2014 : Bureau Raampoort (nl) : Menno Dost
- 2016 : Heer & Meester (nl) : Stefan Meijer
- 2016 : Danni Lowinski (nl) : Robbert van Andel